# Laboratoarele Naționale ale Departamentului pentru Energie al SUA
Laboratoarele Naționale și Centrele Tehnologice ale Departamentului pentru Energie al SUA (în engleză: the United States Department of Energy National Laboratories and Technology Centers) reprezintă un sistem de facilități și laboratoare supravegheat de către Departamentului pentru Energie al SUA (în engleză: Department of Energy, DOE), în scopul progresului științei și tehnologiei, în vederea îndeplinirii misiunii DOE. Șaisprezece din cele șaptesprezece laboratoare naționale DOE sunt centre de cercetare și dezvoltare finanțate din fonduri federale, fiind administrate, gestionate și operate de către organizații din sectorul privat în cadrul unui contract de gestionare și operare cu DOE. 

## Istoric

Sigiliul oficial al Departamentului pentru Energie al SUA.

Sistemul laboratoarelor naționale centralizate este rezultatul eforturilor științifice masive din timpul celui de-al Doilea Război Mondial, în care dezvoltarea de noi tehnologii (cum ar fi radarul, computerul și bomba atomică) s-a dovedit a fi decisivă pentru victoria aliaților. Deși guvernul Statelor Unite a început să investească serios în cercetarea științifică pentru securitatea națională încă din timpul Primului Război Mondial, abia la sfârșitul anilor 1930 și în anii 1940 s-au alocat resurse monumentale, sub auspiciile primului Comitet de Cercetare pentru Apărare Națională (ulterior Oficiul de Cercetare și Dezvoltare Științifică), organizat și administrat de inginerul Vannevar Bush de la MIT. 
În timpul celui de-al Doilea Război Mondial, înființarea de laboratoare centralizate (precum Laboratorul de Radiații al MIT, laboratorul lui Ernest O. Lawrence la Universitatea Berkeley din California sau Laboratorul Metalurgic la Universitatea din Chicago) a permis unui număr mare de oameni de știință să colaboreze pentru obținerea de obiective prestabilite, având la dispoziție resurse guvernamentale practic nelimitate. 
În timpul războiului, Proiectul Manhattan – efortul nuclear al aliaților – a condus la înființarea mai multor zone secrete în scopul cercetării și dezvoltării materialelor necesare pentru construcția armelor nucleare. Printre acestea se numără un laborator din munții din New Mexico (condus de Robert Oppenheimer (Los Alamos), precum și cele de la Hanford (Washington) și Oak Ridge (Tennessee). Hanford și Oak Ridge au fost administrate de companii private, iar Los Alamos a fost administrat de o universitate publică (Universitatea din California). Succese suplimentare au fost obținut la Universitatea din Chicago în dezvoltarea reactorilor nucleari, ceea ce a dus la crearea Laboratorului Național Argonne (în vecinătatea orașului Chicago) și a altor instituții academice răspândite în întreaga țară. 
După încheierea războiului, nou-înființata Comisie pentru Energie Atomică a preluat laboratoarele de război, prelungindu-le existența pentru o perioadă nedeterminată (inițial acestea au fost entități cu un timp de viață limitat pe durata războiului). Finanțarea și infrastructura au fost asigurate pentru a sponsoriza alte „laboratoare naționale”, atât pentru cercetarea clasificată, cât și pentru cercetarea fundamentală, în special în fizică. Fiecare laborator național și-a concentrat activitatea în jurul unor facilități sau echipamente scumpe (cum ar fi acceleratoarele de particule sau reactorii nucleari).
Majoritatea laboratoarelor naționale au menținut drept personal cercetătorii locali, dar au permis și cercetătorilor vizitatori să utilizeze echipamentul; deși prioritatea cercetătorilor locali sau a vizitatori a variat de la un laborator la altul. Prin centralizarea resurselor (atât monetare cât și intelectuale), laboratoarele naționale servesc drept exemplu pentru Big Science. 
Între laboratoare au fost încurajate atât elementele de concurență cât și cele de cooperare. Deseori au fost create două laboratoare cu misiuni similare (cum ar fi Lawrence Livermore, proiectat să concureze cu Los Alamos), cu speranța că factorul concurențial asupra finanțării va crea o cultură a muncii de înaltă calitate. Laboratoarele care nu au avut misiuni suprapuse ar coopera între ele (de exemplu, Lawrence Livermore a cooperat cu Laboratorul Lawrence Berkeley, care era adesea în competiție cu Laboratorul Național Brookhaven). Ideea cooperării dintre laboratoarele regionale și universitățile locale pentru dezvoltarea nucleară a fost înaintată de Arthur Compton și Charles Allen Thomas, deși Leslie Groves a susținut ulterior că ideea i-ar aparține.
Sistemul național de laboratoare (administrat inițial de către Comisia pentru Energie Atomică, apoi de Administrația pentru Cercetare și Dezvoltare în Domeniul Energiei și în prezent de Departamentul pentru Energiei) reprezintă unul dintre cele mai mari – dacă nu cel mai mare – sistem de cercetare științifică din lume. DOE oferă mai mult de 40% din finanțarea națională totală pentru fizică, chimie, știința materialelor și alte domenii ale științelor fizice. Multe laboratoare sunt administrate local de companii private, în timp ce altele sunt gestionate de universități, iar ca sistem se constituie într-una dintre componentele generale și de anvergură în ceea ce se numește „triunghiul de fier”: armata, mediului academic și industria. 

## Lista Laboratoarelor Naționale și a Centrelor Tehnologice ale DOE

### Laboratoarele naționale
DOE gestionează în prezent șaptesprezece laboratoare naționale: 
| Nume                                                 | Localizare                       | Înființat | Operat de |
| ---------------------------------------------------- | -------------------------------- | --------- | --- |
| Laboratorul Național pentru Tehnologii Energetice    | Pittsburgh, Pennsylvania         | 1910      | DOE |
| Laboratorul Național pentru Tehnologii Energetice    | Morgantown, Virginia de Vest     | 1946      | DOE |
| Laboratorul Național pentru Tehnologii Energetice    | Albany, Oregon                   | 2005      | DOE |
| Laboratorul Național Lawrence Berkeley               | Berkeley, California             | 1931      | Universitatea din California (din 1931) |
| Laboratorul Național Los Alamos                      | Los Alamos, New Mexico           | 1943      | Universitatea din California (1943-2007) Los Alamos National Security, LLC (2007-2018) Triad National Security, LLC (din 2018)                                              |
| Laboratorul Național Oak Ridge                       | Oak Ridge, Tennessee             | 1943      | Universitatea din Chicago și DuPont (înainte de 1945) Monsanto (aproximativ 1945-1947) Union Carbide (1947-1984) Martin Marietta (1984-2000) UT-Battelle (din aprilie 2000) |
| Laboratorul Național Argonne                         | DuPage County, Illinois          | 1946      | UChicago Argonne, LLC |
| Laboratorul Ames                                     | Ames, Iowa                       | 1947      | Universitatea de Stat din Iowa (din 1947) |
| Laboratorul Național Brookhaven                      | Upton, New York                  | 1947      | Associated Universities, Inc.</a> (1947-1998) Brookhaven Science Associates, LLC (din 1998)                                                                                 |
| Laboratoarele Naționale Sandia                       | Albuquerque, New Mexico          | 1948      | Universitatea din California (1948-1949) AT & T Corporation (1949-1993) Lockheed Martin (1993-2017) Honeywell International (din anul 2017)                                 |
| Laboratoarele Naționale Sandia                       | Livermore, California            | 1948      | Universitatea din California (1948-1949) AT & T Corporation (1949-1993) Lockheed Martin (1993-2017) Honeywell International (din anul 2017)                                 |
| Laboratorul Național Idaho                           | între Arco și Idaho Falls, Idaho | 1949      | Bechtel (înainte de 2005) Battelle Memorial Institute (din 2005) |
| Laboratorul de Fizica Plasmei din Princeton          | Princeton, New Jersey            | 1951      | Universitatea Princeton (din 1951) |
| Laboratorul Național Lawrence Livermore              | Livermore, California            | 1952      | Universitatea din California (1952-2007) Lawrence Livermore National Security, LLC (din 2007)                                                                               |
| Laboratorul Național din Savannah River              | Aiken, Carolina de Sud           | 1952      | Savannah River Nuclear Solutions, LLC (din 2008) |
| Laboratorul Național Acceleratorul SLAC              | Menlo Park, California           | 1962      | Universitatea Stanford (din 1962) |
| Laboratorul Național Pacific Northwest               | Richland, Washington             | 1965      | Battlele Memorial Institute (din 1965) |
| Laboratorul Național Acceleratorul Fermi             | Batavia, Illinois                | 1967      | Fermi Research Alliance (din 2007) |
| Laboratorul Național pentru Energii Regenerabile     | Aur, Colorado                    | 1977      | MRIGlobal (1997-2008) Alianța pentru Energie Durabilă, LLC (din 2008) |
| Facilitatea Națională Acceleratorul Thomas Jefferson | Newport News, Virginia           | 1984      | Jefferson Science Associates, LLC (din 2006) |

### Centre tehnologice
- Betty Atomic Power Laboratory * la West Mifflin (Pittsburgh), Pennsylvania (1949)
- Knolls Atomic Power Lab * la Niskayuna, New York (1946)

În plus, Knolls operează site-ul Kenneth A. Kesselring la West Milton, New York
- Laboratorul New Brunswick **, la Argonne National Laboratory
- Oak Ridge Institutul pentru Știință și Educație * la Oak Ridge, Tennessee
- Laboratorul de Științe Radiologice și de Mediu **
- Savannah River Ecology Laboratory *

* GOCO (deținută de Guvern, operată de un contractant)  ** GOGO (deținută de Guvern, guvernată de Guvern) 

## Lista facilităților cu utilizare științifică
- Accelerator Test Facility
- Advanced Light Source
- Advanced Photon Source
- Alcator C-Mod
- Argonne Leadership Computing Facility: IBM Mira
- Argonne Tandem Linear Accelerator System
- Atmospheric Radiation Measurement
- B-Factory
- Bates Linear Accelerator Center
- Booster Neutrino
- Center for Functional Nanomaterials
- Center for Integrated Nanotechnologies
- Center for Microanalysis of Materials
- Center for Nanophase Materials Sciences
- Center for Nanoscale Materials
- Combustion Research Facility
- Continuous Electron Beam Accelerator Facility
- DIII-D Tokamak Facility
- Electron Microscopy Center for Materials Research
- Energy Sciences Network
- Energy Systems Integration Facility
- Environmental Molecular Sciences Laboratory
- Final Focus Test Beam
- Free Air CO2 Experiment
- High Flux Isotope Reactor Center for Neutron Scattering
- Holifield Radioactive Ion Beam Facility
- James R. Macdonald Laboratory
- Joint Genome Institute
- Linac Coherent Light Source
- Main Injector
- Laboratory for Laser Energetics
- Los Alamos Neutron Science Center
- Manuel Lujan Jr. Neutron Scattering Center
- Materials Preparation Center
- Molecular Foundry
- National Center for Electron Microscopy
- National High Magnetic Field Laboratory
- National Energy Research Scientific Computing Center
- National Ignition Facility
- National Spherical Torus Experiment
- National Synchrotron Light Source
- National Transportation Research Center
- Next Linear Collider Test Accelerator
- Neutrinos at the Main Injector
- Notre Dame Radiation Laboratory
- Pulse Radiolysis Facility
- Radiochemical Engineering Development Center
- Relativistic Heavy Ion Collider
- Shared Research Equipment Program
- Spallation Neutron Source
- Stanford Synchrotron Radiation Laboratory
- Structural Biology Center
- Synchrotron Radiation Center
- Tevatron collider
- Texas A&M Cyclotron Institute
- Triangle Universities Nuclear Laboratory
- University of Washington Tandem Van de Graaff
- Yale University Tandem Van de Graaff